# Bardello (fiume)
Il Bardello è l'emissario del Lago di Varese e confluisce nel Lago Maggiore nel comune di Besozzo, nella frazione Bozza di Bogno. 

## Descrizione
Il fiume Bardello è un corso d'acqua situato nella regione Lombardia dell'Italia settentrionale. Con una lunghezza di 7km, il Bardello attraversa paesaggi pittoreschi e svolge un ruolo cruciale nella geografia locale. 
Dal punto di vista giuridico, il fiume Bardello è sottoposto a regolamentazioni ambientali e normative per la gestione sostenibile delle risorse idriche. Le autorità locali, in collaborazione con enti di protezione ambientale, lavorano per preservare l'ecosistema del fiume e garantire un uso responsabile delle sue acque.
Il Bardello, oltre a svolgere un ruolo fondamentale dal punto di vista ambientale, può avere implicazioni socio-economiche per le comunità circostanti. La sua importanza può riflettersi in attività agricole, turistiche o industriali che dipendono dalla presenza e dalla qualità delle sue acque.
In sintesi, il fiume Bardello, oltre a essere un elemento geografico di rilievo, è soggetto a regolamentazioni giuridiche atte a tutelare il suo ecosistema e a supportare lo sviluppo sostenibile delle aree circostanti.

## Percorso
Nasce come emissario del Lago di Varese, e allarga il suo alveo di 30 m, fino a sfociare nel Lago Maggiore nel comune di Besozzo.